# Scotopteryx africana
Scotopteryx africana är en fjärilsart som beskrevs av W. Warren 1911. Scotopteryx africana ingår i släktet backmätare, och familjen mätare. Inga underarter finns listade.